# Canadian Forces Northern Area Headquarters Yellowknife

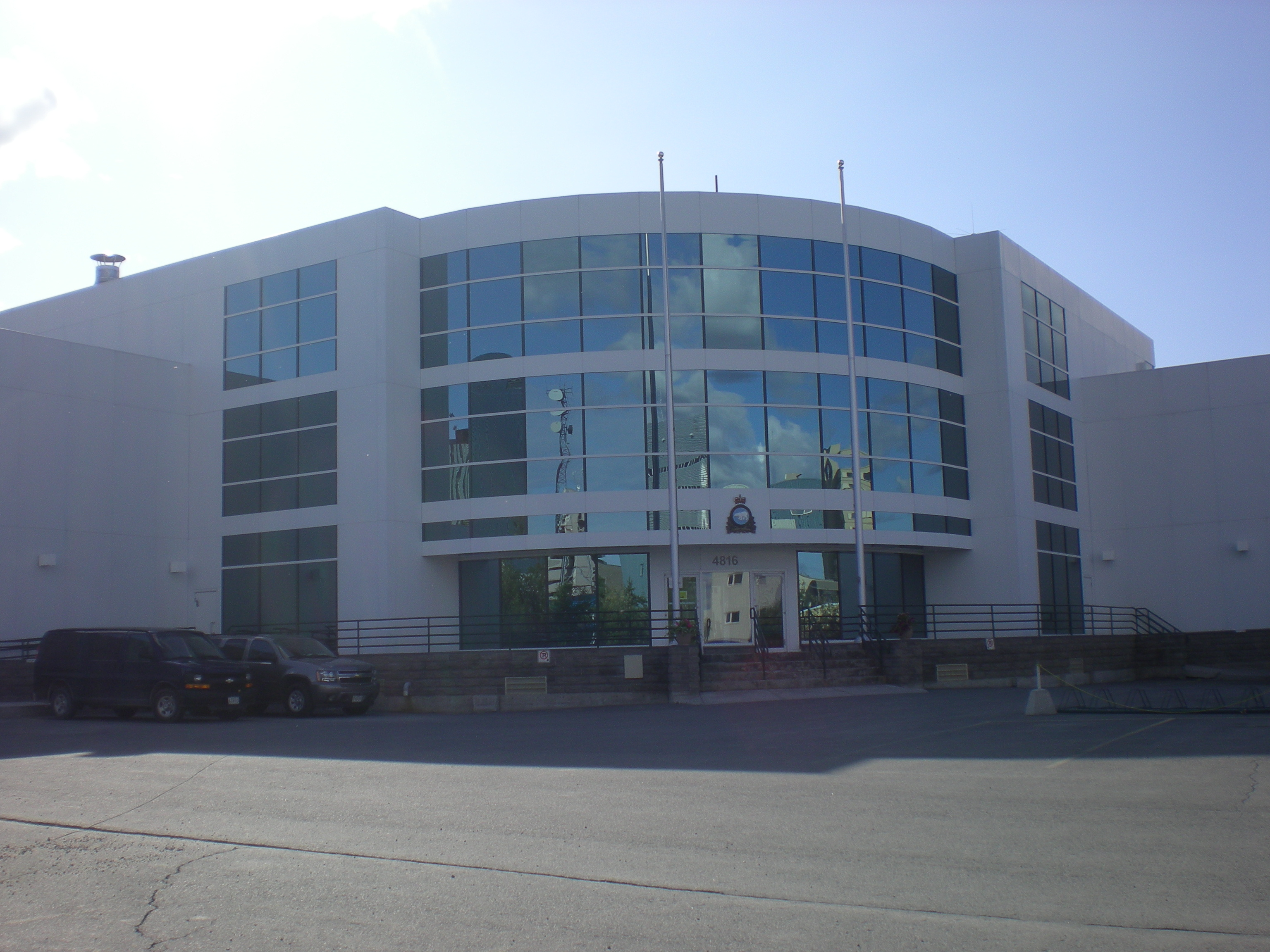
Canadian Forces Northern Area Headquarters (CFNA HQ) Yellowknife

Canadian Forces Northern Area Headquarters (kurz: CFNA HQ) Yellowknife ist ein Hauptquartier der kanadischen Streitkräften in den Nordwest-Territorien. Das Hauptquartier befindet sich in der Hauptstadt der Territorien in Yellowknife. 
An diesem Standort befindet sich die Joint Task Force North, eine Teileinheit des Canada Command. Dieses ist für die militärischen Operationen und der Unterstützung zuständig. An dem Standort sind ca. 150 Menschen beschäftigt. Aufgaben sind die Koordinierung des Militärs in den Territorien einschließlich der Kontrolle der Bereiche des Arktischen Ozeans, welches zu Kanada gehört. 

## Einheiten
- 1 Canadian Ranger Patrol Group
- 440 Transport Squadron
- abwechselnde Kadetteneinheiten